# Porträtt av Greta Moll
Porträtt av Greta Moll är en oljemålning av den franske konstnären Henri Matisse. Den målades 1908 och ingår sedan 1979 i National Gallerys samlingar i London.
Marg Moll, kallad Greta, var en tysk skulptör som tillsammans med sin make Oskar Moll studerade på Matisses konstskola som han drev 1907–1911. Hon hade tidigare varit elev till Lovis Corinth i Berlin som också målat hennes porträtt. När Matisse fick se ett fotografi av Corinths porträtt, uttryckte han ogillade och erbjöd sig att porträttera henne.
Trots den uppenbara enkelheten och direktheten i porträttet var Greta tvungen att posera i tio tretimmarspass innan Matisse kunde slutföra det. Han hade svårigheter att få till hennes hållning men, enligt egen uppgift, hittade rätt sätt efter att ha sett Paolo Veroneses Kvinna med barn och hund på Louvren. Trots sina besvär var Matisse nöjd med slutresultatet och han ställde ut målningen på höstsalongen 1908.

## Bildgalleri

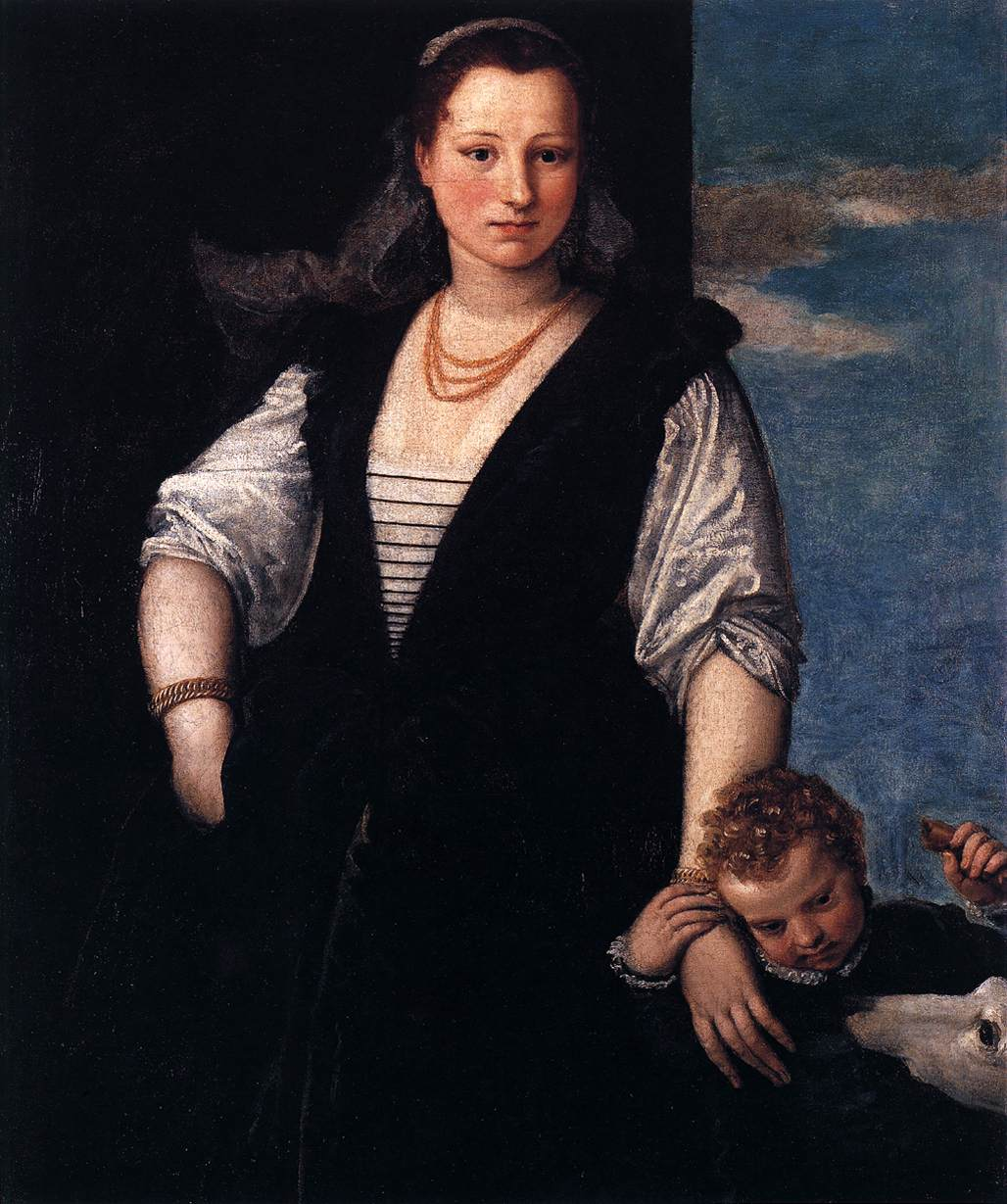
Paolo Veroneses Kvinna med barn och hund på Louvren